# Mezzegra
Mezzegra – miejscowość i gmina we Włoszech, w regionie Lombardia, w prowincji Como.
Według danych na rok 2004 gminę zamieszkiwały 952 osoby, 317,3 os./km².